# مارکت واچ
مارکت واچ (انگلیسی: MarketWatch) شرکت فناوری اطلاعات آمریکایی است، که در سال ۱۹۹۹ تأسیس شد.